# روبرت بالمر (متزحلق جبال الألب)
روبرت بالمر (بالإنجليزية: Robert Palmer)‏ هو متزحلق جبال الألب نيوزيلندي، ولد في 1947 في أوكلاند في نيوزيلندا.

## وصلات خارجية
- روبرت بالمر على موقع أوليمبيديا (الإنجليزية)
- روبرت بالمر على موقع اللجنة الأولمبية النيوزيلندية (الإنجليزية)